# Поррес, Мартин де
Святой Марти́н де По́ррес (исп. San Martín de Porres, 9 декабря 1579, Лима — 3 ноября 1639, Лима) — перуанский монах ордена доминиканцев, первый мулат-американец, канонизированный католической церковью и признаваемый лютеранской церковью. Считается святым покровителем мира во всём мире, животных, парикмахеров, медицинских работников, ветеринаров и т.д. Обращён св. Торибио де Могровехо, епископом Лимы.

## Биография
Внебрачный сын дона Хуана де Порреса, рыцаря Ордена Алькантара, и темнокожей вольноотпущенницы Аны Веласкес (Ana Velásquez), привезённой в Перу из Панамы. Его отец, несмотря на знатное происхождение, обеднел, поэтому не мог рассчитывать на брак с представительницей знатного семейства. У Мартина была сестра — Хуана, двумя годами его моложе. Родился в квартале Сан-Себастьян, был крещён 9 декабря. Отец не признал его своим сыном, так как Мартин был темнокожим, кроме того, Хуан де Поррес был обязан соблюдать целибат, пока находится на службе. В 1586 г. Хуан де Поррес отправил детей к родственникам в Гуаякиль, но они приняли только Хуану, поскольку у неё была светлая кожа. Мартин был принят на службу доньей Исабель Гарсия Микель (Isabel García Michel), и в 1591 г. принял конфирмацию у епископа Лимы Торибио де Могровехо.
Мартин поступил в учение к аптекарю Матео Пастору, женатому на дочери его опекунши. Это определило судьбу Мартина, ибо в дальнейшем он прославился как врачеватель и фармацевт. Кроме того, он брал уроки у цирюльника, которые в те времена занимались хирургией.
Мартин де Поррес был прихожанином монастыря Nuestra Señora del Rosario, изъявляя желание принять послушание, но по причине происхождения ему в этом было отказано. Не позволили ему стать и мирским членом ордена.
В 1594 г. Мартин де Поррес был принят слугой к теологу Хуану де Лоренсана, в течение 9 лет исполняя чёрные работы (его часто изображают с метлой в руках), и в 1603 г. был принят в орден доминиканцев послушником, несмотря на протесты отца. В 1606 г. он принял полные монашеские обеты. В монастыре он служил цирюльником, прачкой и иногда практиковал кровопускание. Вскоре ему доверили монастырскую аптеку и он быстро прославился как врач. Это произошло до 1610 г. Значительную помощь ему оказывала сестра, удачно вышедшая замуж; она устроила в своём доме приют для чесоточных. Также Мартин де Поррес сумел убедить графа Чинчона пожертвовать 100 песо для основания приюта для бродяг и бездомных — Asilo de Santa Cruz.
Несмотря на набожность, Мартин не следовал традиции испанского мистицизма, предпочитая осуществлять миссию в миру. Особое внимание он уделял проповеди среди индейцев и негров. Был известен лёгкостью характера, а также славился чувством юмора.
Согласно его «Житию», Мартин де Поррес был строгим постником, спал только 2 или 3 часа в сутки, обыкновенно перед вечерней молитвой. Считается, что он был дружен со св. Розой Лимской и св. Иоанном Масиасом. Источники не подтверждают и не опровергают этой версии.
В 1619 г. Мартин де Поррес заболел малярией, от приступов которой страдал до конца жизни.

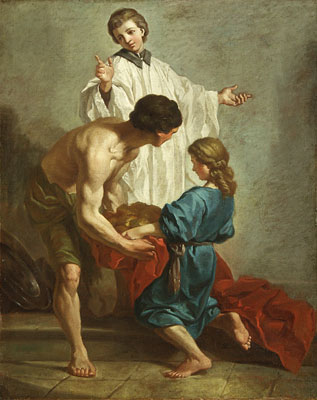
Мартин де Поррес. Неизвестный художник. Италия, XVIII в.

## Чудеса
Чудеса, совершенные Мартином де Порресом рассматривались в 1660—1664 гг. Комиссией архиепископства Лимы и в 1679—1686 гг. Апостольской комиссией. Источником служили показания братьев ордена доминиканцев. Утверждалось, что Мартину был дан дар билокации (он одновременно мог находиться в двух разных местах): якобы, его одновременно видели в Мехико, Китае, Японии и Африке (?), ободряющим больных миссионеров, хотя он никогда не покидал пределов Лимы. Ходили слухи, что он мог проходить сквозь запертые двери. Ему приписывали дар ясновидения: утверждалось, что он всегда мог убедить любого человека, а также предсказывал судьбу.
Современные исследователи указывают, что мифология вокруг Мартина де Порреса стала складываться ещё при его жизни, но сам он не придавал слухам никакого значения.

## Кончина и канонизация
Мартин де Поррес скончался, окружённый славой, 3 ноября 1639 г. Проводить его в последний путь пришёл даже вице-король Перу — дон Луис де Бобадилья (1589—1647). Опасаясь народных волнений, власти решились быстро захоронить его в главном алтаре собора св. Доминика в Лиме.
Процесс беатификации Мартина де Порреса затянулся, и к лику блаженных он был причислен в 1837 г. Папой Григорием XVI. Канонизирован он был 6 мая 1962 г. Папой Иоанном XXIII. В католическом церковном году его день празднуется 3 ноября.
Мартин де Поррес является святым покровителем:
- Мира во всём мире (Patrón Universal de la Paz)
- Общества Перу (Patrono de la Justicia Social en el Perú)
- Защитником больных и брадобреев
- Университета Сан-Мартин-де-Поррес
- Госпиталя Hipolito Unanue de Tacna в Перу
- Издателей Перу и газеты El Peruano

## Прочие сведения
Часть мощей св. Мартина хранится в Самаре, в алтаре католического храма Пресвятого Сердца Иисуса.